# Željeznički promet u 1872.
◄◄ | ◄ | 1869. | 1870. | 1871. | 1872.  | 1873. | 1874. | 1875. | ► | ►►
Arhitektura • Astronomija • Biologija • Fotografija • Glazba • Kazalište • Kemija • Kiparstvo • Knjige • Književnost • Kršćanstvo • Meteorologija • Medicina • Planinarstvo • Politika • Pravo • Promet • Slikarstvo • Šport • Znanost • Željeznički promet
Željeznički promet u 1872.

## Hrvatska i u Hrvata

### Željeznička infrastruktura
30. travnja – u Carevinskom vijeću u Beču usvojen je zakon o gradnji pruga u Dalmaciji. U njegovom članku 1. stoji: "Ovlašćuje se vlada da izvede željeznički spoj prugom ... iz Splita preko Perkovića i Drniša do Knina ... s odvojcima od Perkovića do Šibenika ...".

## Vanjske poveznice
|  | Zajednički poslužitelj ima još gradiva o temi Željeznički promet u 1872. |